# Pouteria macrantha
Pouteria macrantha là một loài thực vật có hoa trong họ Hồng xiêm. Loài này được (Merr.) Baehni miêu tả khoa học đầu tiên năm 1942.